# CBRE Teknisk servicepartner
CBRE Teknisk servicepartner  tidligere Intego A/S er en dansk virksomhed, der leverer løsninger til industri, infrastruktur og erhverv. Virksomheden blev stiftet 1. oktober 2007 ved, at den blev udskilt fra virksomheden Glenco A/S.
CBRE beskæftiger flere end 1000 medarbejdere og har hovedsæde i Aalborg samt afdelinger i Viborg, Randers, Aarhus, Hedensted, Herning, Holstebro, Horsens, Kibæk, Esbjerg, Grindsted, Aabenraa, Kolding, Odense, Nakskov, Nykøbing Falster og København.
CBRE Teknisk servicepartner hed tidligere Intego A/S, men blev i 2021 opkøbt af CBRE Global Workplace Solutions i Danmark og er nu en del af et globalt setup. Pr. 1. februar 2023 skiftede virksomheden navn.